# Katherine V. Forrest
Katherine Virginia Forrest (Windsor, 20 aprile 1939) è una scrittrice canadese, nota principalmente per le sue serie sulla prima detective lesbica americana, Kate Delafield.

## Biografia
Katherine V. Forrest è nata in Canada, ma ha vissuto per molti anni in California: a Los Angeles, San Francisco (vicino a Castro) e a Palm Springs, dove vive con la moglie. Prima di diventare scrittrice lavorava come direttore amministrativo.

## Carriera
Esordisce all'età di 44 anni con Curious Wine, la storia d'amore tra due donne, che ha avuto da subito un grande successo ed è considerato un classico della letteratura lesbica americana. Nello stesso anno pubblica il racconto Xessex su "The Magazine of Fantasy and Science Fiction" sotto lo pseudonimo di M. Catherine McKinlay.
Il secondo romanzo della serie di Kate Delafield, Murder at the Nightwood Bar, è stato preso in considerazione per un film da Tim Hunter. La sceneggiatura era stata scritta e Mary-Louise Parker era stata scelta per il ruolo della detective, mentre Tom Arnold avrebbe interpretato il suo partner, ma il progetto non è mai stato realizzato.
Dal 1984 al 1994 lavora come editor per la casa editrice Naiad Press, presso la quale fa pubblicare anche molti dei suoi romanzi, ma nel 2007 diventa supervisore editoriale per la casa editrice Spinsters Ink.
Ha fatto parte del consiglio d'amministrazione della Lambda Literary Foundation.

## Opere
Forrest è nota principalmente per i suoi nove romanzi gialli su Kate Delafield, la prima detective lesbica nella storia del giallo americano, ma è anche autrice di opere di narrativa e fantascienza, oltre che di articoli, recensioni e antologie su autori, opere e tematiche omosessuali. Il successo delle sue opere l'ha portata ad essere definita una delle migliori scrittrici di gialli lesbici. Forrest lega la sua affermazione come scrittrice, e il successo della letteratura erotica,  alla consapevolezza che le donne lesbiche hanno via via acquisito della propria sessualità, e al desiderio di esplorarla.
I suoi romanzi trattano di temi legati al mondo omosessuale soprattutto femminile, ma anche maschile, complice l'influenza del quartiere di Castro, e sono caratterizzati dalla presenza di elementi erotici espliciti, a proposito dei quali afferma: 
(Katherine V. Forrest, 1997)
Riguardo al suo contributo alla crescita delle comunità omosessuali americane, ha dichiarato: "Tra Curious Wine e Sleeping Bones, nel corso di tredici romanzi, il mio lavoro ha rappresentato la crescita di una comunità e di una scrittrice. Il mio lavoro ha rappresentato in una forma d'intrattenimento, molte delle questioni più importanti per la mia comunità. Con l'inizio del nuovo secolo, a parte le lesbiche che sono completamente isolate, tutte noi siamo cresciute in consapevolezza politica e identità.". I suoi romanzi sono ritenuti d'ispirazione per molti autori successivi.
Nelle sue opere vengono trattati anche argomenti di tipo storico e sociale, come la violenza all'interno del nucleo familiare, la presenza delle donne tra i militari nella guerra del Vietnam o il periodo del maccartismo. A proposito del suo impegno, Forrest, dopo il trasferimento a San Francisco, ha dichiarato che è impossibile vivere in quella città ed essere apoliti, e che "Noi (omosessuali) siamo l'unica subcultura che include entrambi i sessi, tutte le razze, tutti i colori e tutti i credo. È la nostra forza e la nostra bellezza."
È inoltre autrice di articoli e recensioni apparsi su riviste, giornali quali il San Francisco Chronicle e siti di organizzazioni come Lambda Literary.

### Daughters of a coral dawn
- 1984: Daughters Of A Coral Dawn
- 2002: Daughters Of An Amber Noon, finalista al Lambda Literary Award
- 2005: Daughters Of An Emerald Dusk, vincitore del Lambda Literary Award

### Serie di Kate Delafield
- 1984: Amateur City
- 1987: Murder At The Nightwood Bar
- 1989: The Beverly Malibu, vincitore del Lambda Literary Award
- 1991: Murder By Tradition, vincitore del Lambda Literary Award
- 1996: Liberty Square, finalista al Lambda Literary Award
- 1997: Apparition Alley, finalista al Lambda Literary Award
- 1999: Sleeping Bones,finalista al Lambda Literary Award
- 2004: Hancock Park, vincitore del Lambda Literary Award
- 2013: High Desert, vincitore del Lambda Literary Award

### Altri romanzi
- 1983: Curious Wine
- 1986: An Emergence of Green
- 1994: Flashpoint

### Racconti Brevi
- 1987: Dreams And Swords

- The Gift
- Jessie: A Kate Delafield Story
- Benny's Place
- Xessex
- Force Majeur
- Mother Was an Alien (estratto da Daughters of a Coral Dawn)
- Mandy Larkin
- Survivor
- O Captain, My Captain
- The Test

### Racconti brevi in antologie
- 2005: Jeanie contenuto in The Milk of Human Kindness: Lesbian Authors Write About Mothers and Daughters edito da Lori L. Lake e finalista al Lambda Literary Award

### Attività editoriali
Katherine V. Forrest ha curato la pubblicazione di diverse antologie di racconti:
- 1992: The Erotic Naiad – Love Stories by Naiad Press Authors, con Barbara Grier
- 1993: Diving Deep – Erotic Lesbian Love Stories, con Barbara Grier
- 1993: The Romantic Naiad – Love Stories by Naiad Press Authors, con Barbara Grier
- 1994: The Mysterius Naiad – Love Stories by Naiad Press Authors, con Barbara Grier
- 1994: Diving Deeper – More Erotic Lesbian Love Stories, con Barbara Grier
- 1995: Deeply Mysterious – Erotic Lesbian Stories, con Barbara Grier
- 2002: All in the seasoning and other holiday stories
- 2005: Women of Mystery, finalista al Lambda Literary Award
- 2005: Lesbian Pulp Fiction – The Sexually Intrepid World of Lesbian Paperback Novels 1950-1965, finalista Lambda Literary Award
- 2007: Love, Castro Street – Reflections of San Francisco, con Jim Van Buskirk, vincitore Golden Crown Literary Society

## Premi
È vincitrice di molteplici Lambda Literary Award: nella categoria Lesbian Mystery vince nel 1990 (Beverly Malibu) nel 1992 (Murder by Tradition) e nel 2014 (High Desert); è nominata nel 1997 (Liberty Square), nel 1998 (Apparition Alley), nel 2000 (Sleeping Bones).
È nominata nella categoria Lesbian Anthology con Barbara Grier nel 1993 (Erotic Naiad); nella categoria Science Fiction, Fantasy or Horror è nominata nel 2002 (Daughters of Amber Noon) e vince nel 2006 (Daughters on an Emeral Dusk); nella categoria Anthologies è nominata nel 2006 (Lesbian Pulp Fiction)
È vincitrice del Pioneer Award nel 1999 e nel 2013.
Nel 2005 ha vinto l'Alice B Readers Award ; nel 2008 il Bill Witehead Award e il Trailblazer Award.